# Anochetus incultus
Anochetus incultus é uma espécie de formiga do gênero Anochetus, pertencente à subfamília Ponerinae.